# Wolfson College (Cambridge)
Wolfson College – jedno z kolegiów wchodzących w skład Uniwersytetu Cambridge.
Kolegium przyjmuje przede wszystkim magistrantów i doktorantów oraz niewielką liczbę słuchaczy studiów licencjackich w wieku powyżej 21 lat. Liczy ok. 650 studentów w 2015.
Wolfson powstało w roku 1965 i początkowo nosiło nazwę University College. Obecną nazwę otrzymało w roku 1973 dla upamiętnienia fundacji Wolfson, która udzieliła kolegium istotnego wsparcia finansowego. Od początku głównym celem kolegium Wolfson było kształcenie wyższej kadry urzędniczej.